# Austrostelis maranhensis
Austrostelis maranhensis là một loài Hymenoptera trong họ Megachilidae. Loài này được Urban mô tả khoa học năm 2003.